# Antanambao (Antsirabe II)
Antanambao est une commune rurale malgache, située dans la partie Sud- Sud Est de la région de Vakinankaratra. Toponimiquement, Antanambao c'est l'accouplement de deux mots: Tanàna qui signifie village et Vao= Nouvelle. Un village dominé par les descendants de Rainitsarafiavy et ces derniers habitaient généralement à Mahazoarivo puis ils avaient déplacés à ce lieu.